# Гаївщина
Гаївщи́на — село в Україні, у Миргородському районі Полтавської області. Населення становить 441 осіб. Входить до складу Лохвицької міської громади.

## Географія
Село Гаївщина розташоване на правому березі річки Сула, вище за течією на відстані 5 км розташоване місто Лохвиця, нижче за течією на відстані 4 км розташоване село Васильки, на протилежному березі — місто Заводське. Річка в цьому місці звивиста, утворює лимани, стариці та заболочені озера.

## Історія
- ? — дата заснування як село Скоробагатьки.
- 1964 — перейменоване в село Гаївщина.
- До 2017 року орган місцевого самоврядування — Васильківська сільська рада.
- 12 червня 2020 року, відповідно до розпорядження Кабінету Міністрів України № 721-р «Про визначення адміністративних центрів та затвердження територій територіальних громад Полтавської області», село увійшло до складу Лохвицької міської громади[2].
- 19 липня 2020 року, в результаті адміністративно - територіальної реформи та ліквідації Лохвицького району, село увійшло до складу новоутвореного Миргородського району Полтавської області[3].

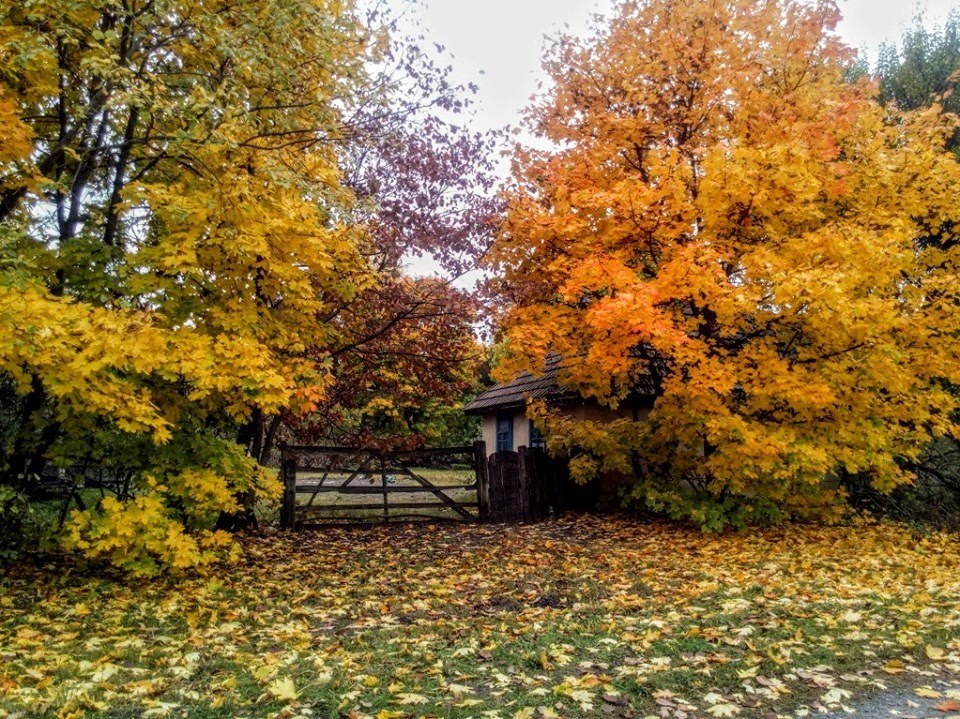
Осіння Гаївщина
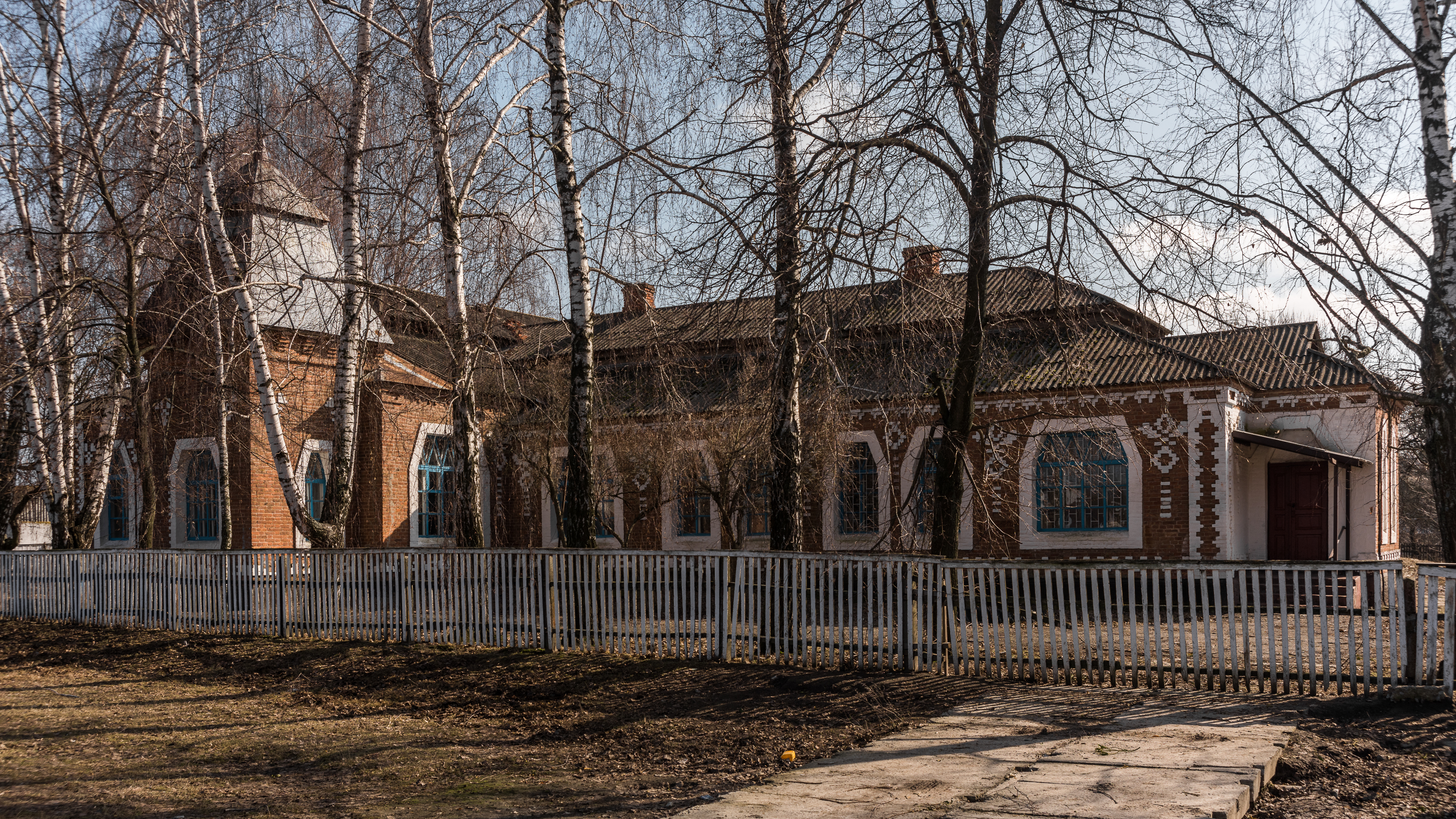
Гаївщина. Будівля колишньої земської школи
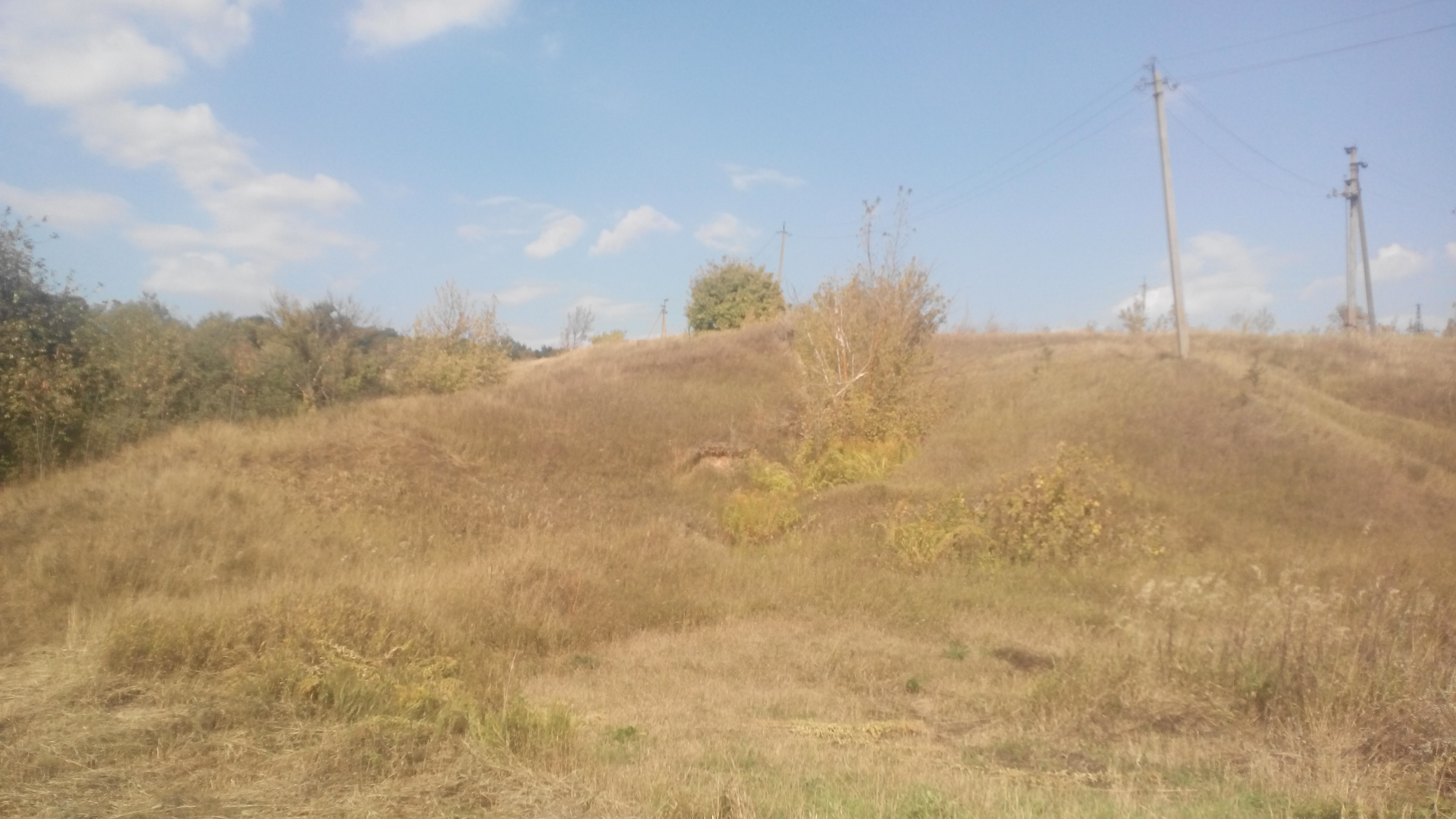
Нагірне городище «Горошкове» часів Київської Русі і роменської культури (залишки курганного некрополя)
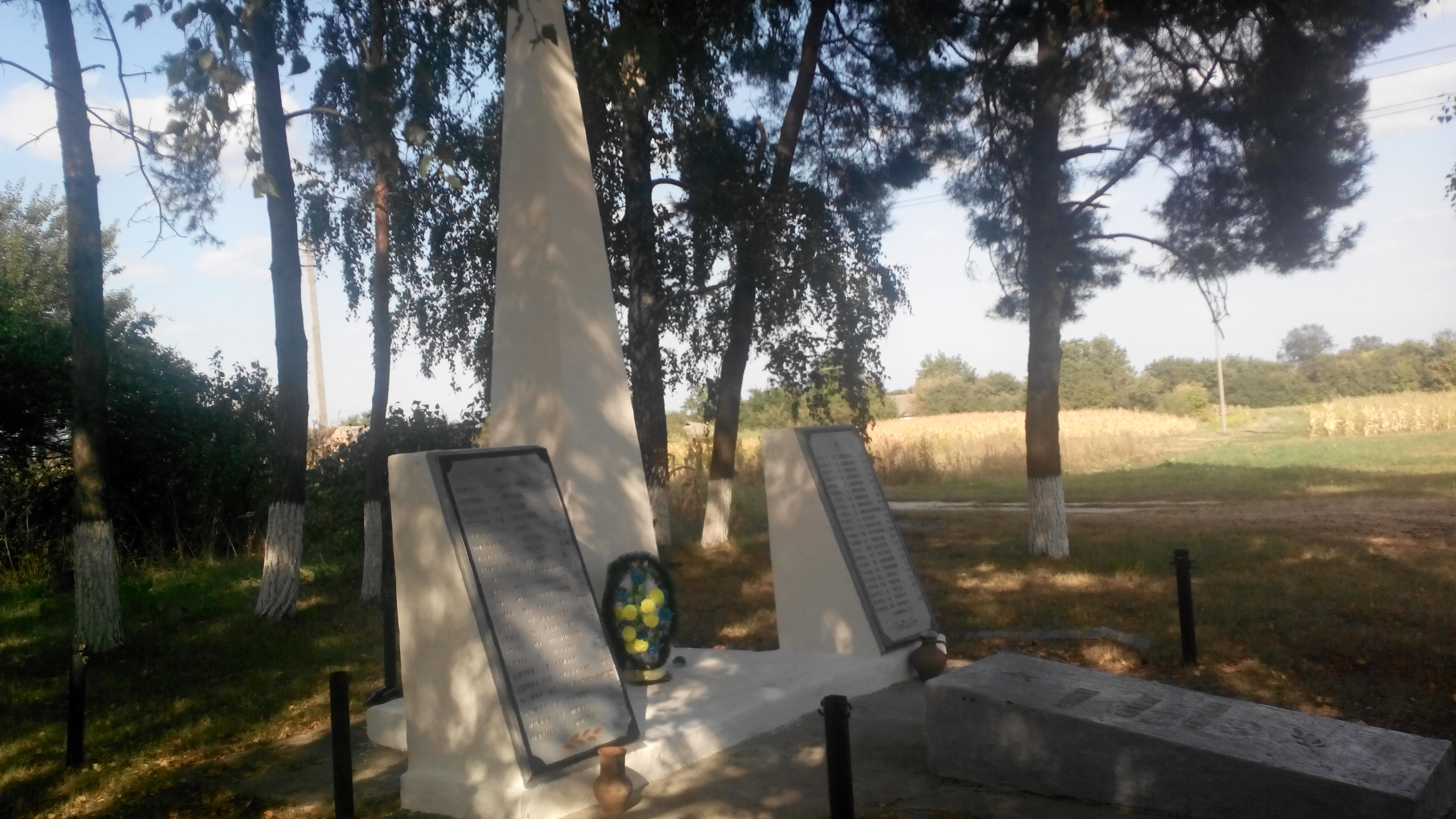
Гаївщина. Пам'ятний знак полеглим землякам на фронтах німецько-радянської війни

## Економіка
- Молочно-товарна ферма.
- ТОВ «Маяк».

## Об'єкти соціальної сфери
- Школа у с. Гаївщина, споруджена 1914 року за проєктом Опанаса Сластіона. Є найкращою, серед шкіл Лохвицького земства. Наразі ця рідкісна школа має шанс на друге життя — громада планує її реставрувати[4].
- Будинок культури.

## Відомі люди
Сова Микола Максимович —  педагог, композитор.